# Ceratoconcha rangi
Ceratoconcha rangi is een zeepokkensoort uit de familie van de Pyrgomatidae. De wetenschappelijke naam van de soort is voor het eerst geldig gepubliceerd in 1867 door Des Moulins.